# Oracle Park
Der Oracle Park ist ein Baseball-Stadion in der US-amerikanischen Großstadt San Francisco im Bundesstaat Kalifornien. Es ist die Heimspielstätte der San Francisco Giants aus der Major League Baseball (MLB). Der Ballpark wurde direkt an der Bucht von San Francisco errichtet. Bis Ende 2003 hieß das Stadion Pacific Bell Park, danach bis vor dem 1. März 2006 SBC Park und bis Anfang 2019 AT&T Park. Zuvor war von 1960 bis 1999 der Candlestick Park, ein Mehrzweckstadion von 1960 im Südosten der Stadt, die Heimspielstätte der Giants. Dort trugen auch die San Francisco 49ers (NFL, 1971–2013) ihre Heimspiele aus. Nur rund eine Meile südlich des Oracle Park wurde im Oktober 2019 das Chase Center, die neue Spielstätte der Basketballmannschaft der Golden State Warriors (NBA), eröffnet.

## Geschichte
Fertiggestellt wurde die Anlage 2000, es war seit 1962 das erste Stadion (Dodger Stadium) in den USA, das komplett privat finanziert wurde. Die Baukosten beliefen sich auf 357 Mio. US-Dollar (heute: 520.686.194 US-Dollar).

## Merkmale
Der Oracle Park hat den Ruf, einer der Pitcher-freundlichsten Baseballparks der National League zu sein, da die Tiefe des Außenfeldes laut ESPN die Homeruns begrenzt.
2010 wurde dem Park als erstes Stadion der MLB das LEED-Zertifikat in Silber, für ökologisches Bauen, verliehen.
2014 erklärte PeTA den Park zum vegetarierfreundlichsten Stadion der MLB. Schon in den Jahren 2011, 2006 und 2005 belegte der AT&T Park ebenfalls den ersten Platz auf der Liste.

### Rightfield und McCovey Cove
Das auffälligste Merkmal des Stadions ist die Mauer am Rightfield, welche 7,3 m (24 ft) hoch ist. Die Mauer wurde zu Ehren des ehemaligen Giants-Spielers Willie Mays, der die Nummer 24 trug, gebaut. Aufgrund der Nähe zur Bucht von San Francisco ist die Rightfield Mauer nur 94 m vom Home Plate entfernt. Die Wand besteht aus Ziegelstein, mit Bögen, die sich zur dahinterliegenden Bucht öffnen. Auf der Mauer befinden sich vier Säulen mit Springbrunnen. Aus den vier Säulen springen Wasserstrahlen am Ende der Nationalhymne, bei einem Homerun oder einem Sieg der Giants.
Hinter der Tribüne im Rightfield befindet sich China Basin, ein Teil der San Francisco Bay, die McCovey Cove genannt wird. Sie wurde nach dem berühmten Giants First Baseman Willie McCovey benannt.

### Die Colaflasche und der Handschuh
Hinter der Leftfield-Tribüne befindet sich das „The Coca-Cola Fan Lot“. Der Baseballplatz verfügt über eine 24 Meter lange Coca-Cola-Flasche mit Spielplatzrutschen, die bei jedem Homerun der Giants aufleuchtet. Direkt rechts neben der Flasche befindet sich eine überdimensionale Darstellung eines Handschuhes, dem „Giant 1927 Old-Time Four-Fingered Baseball Glove“. Der Handschuh ist aus Stahl und glasfaserverstärktem Kunststoff gefertigt.

### Kabelloses Internet
Ab 2004 installierten die Giants 122 drahtlose Internetzugänge, die alle Bereiche und Sitzplätze abdeckten und schufen damals einen der größten öffentlichen Hotspots der Welt.

## Veranstaltungen
Am 11. Juli 2007 fand hier das MLB All-Star Game statt, nach der World Series das wichtigste Baseballereignis in den USA. Am 10. Juli gab es das Homerun Derby und am 11. Juli das Spiel zwischen den All-Star-Teams der National League und der American League.

### Fußballspiele
Die Fußballnationalmannschaft der Vereinigten Staaten trug im Stadion der Giants 2006 ein Freundschaftsspiel gegen Japan aus. 2012 fand das reguläre Ligaspiel der MLS zwischen den Houston Dynamo und den San Jose Earthquakes im Baseballstadion statt. Hinzu kamen zwei Partien der World Football Challenge bzw. des International Champions Cup. Im März 2012 gab es ein Spiel der für das olympische Fußballturnier qualifizierten Mannschaften von Mexiko und dem Senegal.
- 10. Feb. 2006:  Vereinigte Staaten –  Japan 3:2 (Freundschaftsspiel)
- 16. Juli 2011:  Club América –  Manchester City 0:2 (World Football Challenge 2011)
- 17. Mär. 2012:  San Jose Earthquakes –  Houston Dynamo 0:1 (MLS 2012)
- 31. Juli 2013:  Juventus Turin –  FC Everton 5:6 i. E., 1:1 (ICC 2013)

### 7er-Rugby
2018 fand im AT&T Park die 7. 7er-Rugby-Weltmeisterschaft statt.

### Konzerte (Auswahl)
Der AT&T Park wird auch als Konzertarena genutzt. 2012 machte am 23. Juni die Vans Warped Tour im Stadion Station. Dabei traten You Me at Six, Yellowcard, We the Kings, We Are the In Crowd, The Used, Twin Atlantic, Transit, Tonight Alive, Title Fight, Taking Back Sunday, Streetlight Manifesto, Senses Fail, Kristopher Roe, Rise to Remain, Anthony Raneri, Polar Bear Club, Of Mice & Men, New Found Glory, Motionless in White, Memphis May Fire, Mayday Parade, Man Overboard, Make Do and Mend, A Loss for Words, I Am the Avalanche, The Ghost Inside, Four Year Strong, Every Time I Die, Born of Osiris, Blessthefall, Bayside, Anti-Flag, All Time Low und After the Burial auf. Seitdem der Candlestick Park 2014 geschlossen wurde, werden vermehrt Konzerte im Park veranstaltet.
- 2000: Joe Satriani
- 2001: Dave Matthews Band, Angélique Kidjo, Macy Gray
- 2002: The Rolling Stones, Sheryl Crow
- 2003: Bruce Springsteen
- 2005: Dave Matthews Band, The Black Eyed Peas, Jem, Green Day, Jimmy Eat World, Flogging Molly, The Rolling Stones, Metallica, Everclear
- 2006: Delirious?
- 2007: Counting Crows
- 2008: LeAnn Rimes, Kenny Chesney, Luke Bryan, Brooks & Dunn, Gary Allan
- 2009: Strung Out, Miranda Lambert, Lady Antebellum, Kenny Chesney
- 2010: Paul McCartney
- 2011: Train, The Beach Boys
- 2012: Jefferson Starship, Roger Waters, Moonalice
- 2013: Pitbull, Demi Lovato, Adam Lambert, Michael Franti, Moonalice, Train, Imagine Dragons, Green Day, Blondie
- 2014: Gregg Allman, James Hetfield, Katy Perry, Neon Trees, Alabama Shakes, Billy Joel, Gavin DeGraw, Vintage Trouble, AC/DC
- 2015: Metallica, Cage the Elephant, James Hetfield, P!nk, OneRepublic, The Killers
- 2016: Silversun Pickups, The Struts, Guns n’ Roses, Tower of Power, Santana, Steve Miller Band, Journey, The Doobie Brothers, Sting, Gwen Stefani
- 2017: Weezer, Kelly Clarkson, Aloe Blacc, James Taylor, Bonnie Raitt, James Hetfield, Lady Gaga, Ellie Goulding, The Chainsmokers, Lenny Kravitz, Raphael Saadiq, Rancid, Metallica, Dave Matthews & Tim Reynolds, G-Eazy, Dead & Company, Decades
- 2018: Kirk Hammett, Steve Miller Band, Ziggy Marley, Christina Aguilera, The Chainsmokers, Snow Patrol, Ed Sheeran, Anne-Marie, Eagles, The Doobie Brothers, Zac Brown Band, Journey, Foreigner, Def Leppard, Portugal. The Man, Bleachers, Beck

## Zuschauerzahlen
| Saison | Schnitt | Gesamt    | Platz im Vergleich der NL |
| ------ | ------- | --------- | ------------------------- |
| 2000   | 40.973  | 3.318.800 | 1.                        |
| 2001   | 40.888  | 3.311.958 | 1.                        |
| 2002   | 40.163  | 3.253.203 | 1.                        |
| 2003   | 40.307  | 3.264.898 | 1.                        |
| 2004   | 39.718  | 3.256.854 | 3.                        |
| 2005   | 39.272  | 3.181.023 | 3.                        |
| 2006   | 38.646  | 3.130.313 | 4.                        |
| 2007   | 39.793  | 3.223.215 | 5.                        |
| 2008   | 35.356  | 2.863.837 | 7.                        |
| 2009   | 35.335  | 2.862.110 | 7.                        |
| 2010   | 37.499  | 3.037.443 | 5.                        |
| 2011   | 41.819  | 3.387.303 | 2.                        |
| 2012   | 41.696  | 3.377.371 | 2.                        |
| 2013   | 41.593  | 3.369.106 | 3.                        |
| 2014   | 41.589  | 3.368.697 | 3.                        |
| 2015   | 41.678  | 3.375.882 | 3.                        |
| 2016   | 41.546  | 3.365.256 | 3.                        |
| 2017   | 40.785  | 3.303.652 | 3.                        |
| 2018   | 38.965  | 3.156.185 | 4.                        |
| 2019   | 33.429  | 2.707.760 | 7.                        |
| 2020   | –       | –         | –                         |

## Splash Hits
Splash Hits sind Home Runs, die von Spielern der Giants in den McCovey Cove (benannt nach Willie McCovey, bei den Giants von 1959 bis 1980), einem Teil der Bucht von San Francisco, geschlagen werden. Er befindet sich direkt hinter der Tribüne im Rightfield.
| Nr.  | Batter           | Datum         | Gegner                        | Pitcher              |
| ---- | ---------------- | ------------- | ----------------------------- | -------------------- |
| 1.   | Barry Bonds      | 01. Mai 2000  | New York Mets                 | Rich Rodriguez       |
| 2.   | Barry Bonds      | 10. Mai 2000  | St. Louis Cardinals           | Andy Benes           |
| 3.   | Barry Bonds      | 10. Mai 2000  | St. Louis Cardinals           | Heathcliff Slocumb   |
| 4.   | Barry Bonds      | 24. Mai 2000  | Montreal Expos                | Mike Thurman         |
| 5.   | Barry Bonds      | 19. Juli 2000 | San Diego Padres              | Brian Meadows        |
| 6.   | Barry Bonds      | 20. Sep. 2000 | Cincinnati Reds               | Steve Parris         |
| 7.   | Barry Bonds      | 17. Apr. 2001 | Los Angeles Dodgers           | Terry Adams          |
| 8.   | Barry Bonds      | 18. Apr. 2001 | Los Angeles Dodgers           | Park Chan-ho         |
| 9.   | Barry Bonds      | 24. Mai 2001  | Colorado Rockies              | John Thomson         |
| 10.  | Felipe Crespo    | 28. Mai 2001  | Arizona Diamondbacks          | Bret Prinz           |
| 11.  | Barry Bonds      | 30. Mai 2001  | Arizona Diamondbacks          | Robert Ellis         |
| 12.  | Barry Bonds      | 12. Juni 2001 | Los Angeles Angels of Anaheim | Pat Rapp             |
| 13.  | Felipe Crespo    | 08. Juli 2001 | Milwaukee Brewers             | Curt Leskanic        |
| 14.  | Barry Bonds      | 04. Aug. 2001 | Philadelphia Phillies         | Nelson Figueroa      |
| 15.  | Barry Bonds      | 14. Aug. 2001 | Florida Marlins               | Ricky Bones          |
| 16.  | Barry Bonds      | 31. Aug. 2001 | Colorado Rockies              | John Thomson         |
| 17.  | Barry Bonds      | 29. Sep. 2001 | San Diego Padres              | Chuck McElroy        |
| 18.  | Barry Bonds      | 13. Mai 2002  | Atlanta Braves                | Kevin Millwood       |
| 19.  | Barry Bonds      | 18. Mai 2002  | Florida Marlins               | Brad Penny           |
| 20.  | Barry Bonds      | 18. Mai 2002  | Florida Marlins               | Vic Darensbourg      |
| 21.  | Barry Bonds      | 08. Sep. 2002 | Arizona Diamondbacks          | Brian Anderson       |
| 22.  | Barry Bonds      | 28. Sep. 2002 | Houston Astros                | Jeriome Robertson    |
| 23.  | Barry Bonds      | 12. Okt. 2002 | St. Louis Cardinals           | Chuck Finley         |
| 24.  | Barry Bonds      | 14. Apr. 2003 | Houston Astros                | Wade Miller          |
| 25.  | Barry Bonds      | 30. Apr. 2003 | Chicago Cubs                  | Matt Clement         |
| 26.  | J. T. Snow       | 05. Juni 2003 | Minnesota Twins               | Kyle Lohse           |
| 27.  | Barry Bonds      | 27. Juni 2003 | Oakland Athletics             | Ted Lilly            |
| 28.  | José Cruz, Jr.   | 08. Juli 2003 | St. Louis Cardinals           | Dan Haren            |
| 29.  | Barry Bonds      | 08. Aug. 2003 | Philadelphia Phillies         | José Mesa            |
| 30.  | Barry Bonds      | 19. Aug. 2003 | Atlanta Braves                | Ray King             |
| 31.  | Barry Bonds      | 13. Sep. 2003 | Milwaukee Brewers             | Doug Davis           |
| 32.  | Barry Bonds      | 12. Apr. 2004 | Milwaukee Brewers             | Matt Kinney          |
| 33.  | Barry Bonds      | 13. Apr. 2004 | Milwaukee Brewers             | Ben Ford             |
| 34.  | Michael Tucker   | 30. Mai 2004  | Colorado Rockies              | Joe Kennedy          |
| 35.  | A.J. Pierzynski  | 06. Juli 2004 | Colorado Rockies              | Denny Stark          |
| 36.  | Barry Bonds      | 30. Juli 2004 | St. Louis Cardinals           | Chris Carpenter      |
| 37.  | Barry Bonds      | 03. Aug. 2004 | Cincinnati Reds               | Cory Lidle           |
| 38.  | Michael Tucker   | 03. Aug. 2004 | Colorado Rockies              | Scott Dohmann        |
| 39.  | Randy Winn       | 14. Sep. 2005 | San Diego Padres              | Woody Williams       |
| 40.  | Barry Bonds      | 18. Sep. 2005 | Los Angeles Dodgers           | Kuo Hong-chih        |
| 41.  | Barry Bonds      | 21. Aug. 2006 | Arizona Diamondbacks          | Liván Hernández      |
| 42.  | Barry Bonds      | 18. Apr. 2007 | St. Louis Cardinals           | Ryan Franklin        |
| 43.  | Ryan Klesko      | 21. Mai 2007  | Houston Astros                | Trever Miller        |
| 44.  | Ryan Klesko      | 29. Juni 2007 | Arizona Diamondbacks          | Liván Hernández      |
| 45.  | Barry Bonds      | 08. Aug. 2007 | Washington Nationals          | Tim Redding          |
| 46.  | Fred Lewis       | 26. Apr. 2007 | Cincinnati Reds               | Matt Belisle         |
| 47.  | John Bowker      | 02. Juli 2008 | Chicago Cubs                  | Ryan Dempster        |
| 48.  | Andrés Torres    | 15. Juni 2009 | Los Angeles Angels of Anaheim | John Lackey          |
| 49.  | Pablo Sandoval   | 30. Juli 2009 | Philadelphia Phillies         | Rodrigo López        |
| 50.  | Pablo Sandoval   | 29. Aug. 2009 | Colorado Rockies              | Jason Marquis        |
| 51.  | Aubrey Huff      | 01. Mai 2010  | Colorado Rockies              | Rafael Betancourt    |
| 52.  | Aubrey Huff      | 06. Juni 2010 | Baltimore Orioles             | Jeremy Guthrie       |
| 53.  | Andrés Torres    | 28. Juli 2010 | Florida Marlins               | Jorge Sosa           |
| 54.  | Pablo Sandoval   | 12. Aug. 2010 | Chicago Cubs                  | Randy Wells          |
| 55.  | Pablo Sandoval   | 30. Sep. 2010 | Arizona Diamondbacks          | Barry Enright        |
| 56.  | Pablo Sandoval   | 04. Juli 2011 | San Diego Padres              | Ernesto Frieri       |
| 57.  | Nate Schierholtz | 08. Juli 2011 | New York Mets                 | R. A. Dickey         |
| 58.  | Pablo Sandoval   | 31. Aug. 2011 | Chicago Cubs                  | Rodrigo López        |
| 59.  | Carlos Beltrán   | 14. Sep. 2011 | San Diego Padres              | Mat Latos            |
| 60.  | Brandon Belt     | 27. Sep. 2011 | Colorado Rockies              | Alex White           |
| 61.  | Brandon Belt     | 14. Juni 2012 | Houston Astros                | Wandy Rodríguez      |
| 62.  | Brandon Belt     | 04. Sep. 2012 | Arizona Diamondbacks          | Ian Kennedy          |
| 63.  | Pablo Sandoval   | 12. Mai 2013  | Atlanta Braves                | Kris Medlen          |
| 64.  | Brandon Crawford | 13. Apr. 2014 | Colorado Rockies              | Rex Brothers         |
| 65.  | Tylor Colvin     | 12. Mai 2014  | Atlanta Braves                | Gavin Floyd          |
| 66.  | Brandon Crawford | 14. Mai 2014  | Atlanta Braves                | David Carpenter      |
| 67.  | Travis Ishikawa  | 12. Sep. 2014 | Los Angeles Dodgers           | Kevin Correia        |
| 68.  | Brandon Belt     | 25. Sep. 2014 | San Diego Padres              | Andrew Cashner       |
| 69.  | Brandon Belt     | 08. Juni 2016 | Boston Red Sox                | David Price          |
| 70.  | Denard Span      | 13. Juni 2016 | Milwaukee Brewers             | Chase Anderson       |
| 71.  | Denard Span      | 20. Aug. 2016 | New York Mets                 | Bartolo Colón        |
| 72.  | Brandon Belt     | 13. Mai 2017  | Cincinnati Reds               | Lisalverto Bonilla   |
| 73.  | Brandon Belt     | 10. Juni 2017 | Minnesota Twins               | José Berríos         |
| 74.  | Denard Span      | 07. Juli 2017 | Miami Marlins                 | Dan Straily          |
| 75.  | Denard Span      | 19. Juli 2017 | Cleveland Indians             | Carlos Carrasco      |
| 76.  | Denard Span      | 11. Sep. 2017 | Los Angeles Dodgers           | Kenta Maeda          |
| 77.  | Pablo Sandoval   | 04. Apr. 2018 | Seattle Mariners              | Félix Hernández      |
| 78.  | Brandon Belt     | 15. Mai 2018  | Cincinnati Reds               | Tyler Mahle          |
| 79.  | Stephen Vogt     | 09. Aug. 2019 | Philadelphia Phillies         | Drew Smyly           |
| 80.  | Scooter Gennett  | 11. Aug. 2019 | Philadelphia Phillies         | Jake Arrieta         |
| 81.  | Brandon Belt     | 29. Aug. 2019 | San Diego Padres              | Chris Paddack        |
| 82.  | Mike Yastrzemski | 29. Juli 2020 | San Diego Padres              | Matt Strahm          |
| 83.  | Mike Yastrzemski | 29. Juli 2020 | San Diego Padres              | Chris Paddack        |
| 84.  | Mike Yastrzemski | 24. Apr. 2021 | Miami Marlins                 | Yimi Garcia          |
| 85.  | Brandon Crawford | 27. Apr. 2021 | Colorado Rockies              | Daniel Bard          |
| 86.  | Steven Duggar    | 15. Juni 2021 | Arizona Diamondbacks          | Alex Young           |
| 87.  | Mike Yastrzemski | 15. Juni 2021 | Arizona Diamondbacks          | Humberto Castellanos |
| 88.  | Brandon Belt     | 19. Juni 2021 | Philadelphia Phillies         | Aaron Nola           |
| 89.  | LaMonte Wade     | 31. Juli 2021 | Houston Astros                | Zack Greinke         |
| 90.  | Alex Dickerson   | 11. Aug. 2021 | Arizona Diamondbacks          | Tyler Clippard       |
| 91.  | LaMonte Wade     | 18. Sep. 2021 | Atlanta Braves                | Ian Anderson         |
| 92.  | Jason Vosler     | 30. Apr. 2022 | Washington Nationals          | Erasmo Ramírez       |
| 93.  | Mike Yastrzemski | 8. Mai 2022   | St. Louis Cardinals           | Génesis Cabrera      |
| 94.  | Joc Pederson     | 24. Mai 2022  | New York Mets                 | Drew Smith           |
| 95.  | LaMonte Wade     | 17. Juli 2022 | Milwaukee Brewers             | Jason Alexander      |
| 96.  | Joc Pederson     | 39. Aug. 2022 | San Diego Padres              | Nick Martinez        |
| 97.  | Joc Pederson     | 2. Sep. 2022  | Philadelphia Phillies         | Kyle Gibson          |
| 98.  | LaMonte Wade     | 8. Apr. 2023  | Kansas City Royals            | Brady Singer         |
| 99.  | Brandon Crawford | 22. Apr. 2023 | New York Mets                 | David Peterson       |
| 100. | LaMonte Wade     | 2. Juni 2023  | Baltimore Orioles             | Dean Kremer          |
| 101. | Joc Pederson     | 11. Juni 2023 | Chicago Cubs                  | Hayden Wesneski      |
| 102. | Mike Yastrzemski | 19. Juni 2023 | San Diego Padres              | Ray Kerr             |
| 103. | Patrick Bailey   | 20. Apr. 2024 | Arizona Diamondbacks          | Zac Gallen           |

## Weitere McCovey Cove Homeruns
Diese wurden von Spieler der gegnerischen Mannschaft erzielt, zählen aber nicht zu den Splash Hits.
| Nr. | Batter            | Team                  | Datum          | Pitcher der Giants |
| --- | ----------------- | --------------------- | -------------- | ------------------ |
| 1.  | Todd Hundley      | Los Angeles Dodgers   | 30. Juni 2000  | Robb Nen           |
| 2.  | Luis Gonzalez     | Arizona Diamondbacks  | 23. Sep. 2000  | Shawn Estes        |
| 3.  | Mark Grace        | Arizona Diamondbacks  | 25. Mai 2001   | Tim Worell         |
| 4.  | Luis Gonzalez     | Arizona Diamondbacks  | 30. Mai 2002   | Kirk Rueter        |
| 5.  | Ryan Klesko       | San Diego Padres      | 09. Apr. 2003  | Ryan Jensen        |
| 6.  | Choi Hee-seop     | Florida Marlins       | 30. Apr. 2004  | Kevin Correia      |
| 7.  | Corey Patterson   | Chicago Cubs          | 07. Aug. 2004  | Tyler Walker       |
| 8.  | Cliff Floyd       | New York Mets         | 21. Aug. 2004  | Brett Tomko        |
| 9.  | Russell Branyan   | Milwaukee Brewers     | 23. April 2005 | Brett Tomko        |
| 10. | Larry Walker      | St. Louis Cardinals   | 08. Juli 2005  | Jason Schmidt      |
| 11. | Carlos Delgado    | Florida Marlins       | 23. Juli 2005  | Brad Hennessey     |
| 12. | Cliff Floyd       | New York Mets         | 25. Apr. 2006  | Jamey Wright       |
| 13. | Carlos Delgado    | New York Mets         | 26. Apr. 2006  | Matt Morris        |
| 14. | Carlos Delgado    | New York Mets         | 09. Mai 2007   | Matt Morris        |
| 15. | Adam LaRoche      | Pittsburgh Pirates    | 11. Aug. 2007  | Tim Lincecum       |
| 16. | Lance Berkman     | Houston Astros        | 16. Mai 2008   | Vinnie Chulk       |
| 17. | Prince Fielder    | Milwaukee Brewers     | 19. Juli 2008  | Osiris Matos       |
| 18. | Brian Giles       | San Diego Padres      | 24. Aug. 2008  | Kevin Correia      |
| 19. | Miguel Montero    | Arizona Diamondbacks  | 29. Sep. 2009  | Jonathan Sánchez   |
| 20. | David Ortiz       | Boston Red Sox        | 27. Juni 2010  | Tim Lincecum       |
| 21. | Adam LaRoche      | Arizona Diamondbacks  | 27. Aug. 2010  | Tim Lincecum       |
| 22. | Adam LaRoche      | Arizona Diamondbacks  | 28. Aug. 2010  | Sergio Romo        |
| 23. | Rick Ankiel       | Atlanta Braves        | 08. Okt. 2010  | Ramón Ramírez      |
| 24. | Dioner Navarro    | Los Angeles Dodgers   | 20. Juli 2011  | Tim Lincecum       |
| 25. | Mitch Moreland    | Texas Rangers         | 09. Juni 2012  | Ryan Vogelsong     |
| 26. | Domonic Brown     | Philadelphia Phillies | 06. Mai 2013   | Madison Bumgarner  |
| 27. | Carlos González   | Colorado Rockies      | 25. Mai 2013   | Barry Zito         |
| 28. | Garrett Jones     | Pittsburgh Pirates    | 22. Aug. 2013  | Matt Cain          |
| 29. | Carlos González   | Colorado Rockies      | 11. Apr. 2014  | Madison Bumgarner  |
| 30. | Yasmani Grandal   | San Diego Padres      | 03. Apr. 2014  | Tim Hudson         |
| 31. | Freddie Freeman   | Atlanta Braves        | 12. Mai 2014   | Javier López       |
| 32. | Curtis Granderson | New York Mets         | 08. Juni 2014  | Tim Lincecum       |
| 33. | Adam Dunn         | Chicago White Sox     | 13. Aug. 2014  | Jake Peavy         |
| 34. | Corey Dickerson   | Colorado Rockies      | 28. Aug. 2014  | Tim Hudson         |
| 35. | Ender Inciarte    | Arizona Diamondbacks  | 09. Sep. 2014  | Yusmeiro Petit     |
| 36. | Bryce Harper      | Washington Nationals  | 07. Okt. 2014  | Hunter Strickland  |
| 37. | Cody Asche        | Philadelphia Phillies | 11. Juli 2015  | Ryan Vogelsong     |
| 38. | Ben Zobrist       | Chicago Cubs          | 20. Mai 2016   | George Kontos      |
| 39. | Joc Pederson      | Los Angeles Dodgers   | 12. Juni 2016  | Hunter Strickland  |
| 40. | Curtis Granderson | New York Mets         | 19. Aug. 2016  | Johnny Cueto       |
| 41. | Chase Utley       | Los Angeles Dodgers   | 12. Sep. 2017  | Johnny Cueto       |
| 42. | Cody Bellinger    | Los Angeles Dodgers   | 13. Sep. 2017  | Matt Moore         |
| 43. | Matt Carpenter    | St. Louis Cardinals   | 08. Juli 2018  | Ray Black          |
| 44. | Rougned Odor      | Texas Rangers         | 24. Aug. 2018  | Will Smith         |
| 45. | Max Muncy         | Los Angeles Dodgers   | 30. Sep. 2018  | Chris Stratton     |
| 46. | Max Muncy         | Los Angeles Dodgers   | 09. Juni 2019  | Madison Bumgarner  |
| 47. | Michael Conforto  | New York Mets         | 21. Juli 2019  | Connor Menez       |
| 48. | Robel Garcia      | Chicago Cubs          | 22. Juli 2019  | Shaun Anderson     |
| 49. | Bryce Harper      | Philadelphia Phillies | 9. Aug. 2019   | Tony Watson        |
| 52. | Mike Moustakis    | Texas Rangers         | 13. Apr. 2021  | Kevin Gausman      |
| 53. | Joc Pederson      | Chicago Cubs          | 03. Juni 2021  | Anthony DeSclafani |

Ryan Klesko ist bisher der einzige Spieler, der sowohl einen Homerun gegen die Giants, als auch als Spieler der Giants einen Splash-Hit in den McCovey Cove geschlagen hat.

## Galerie

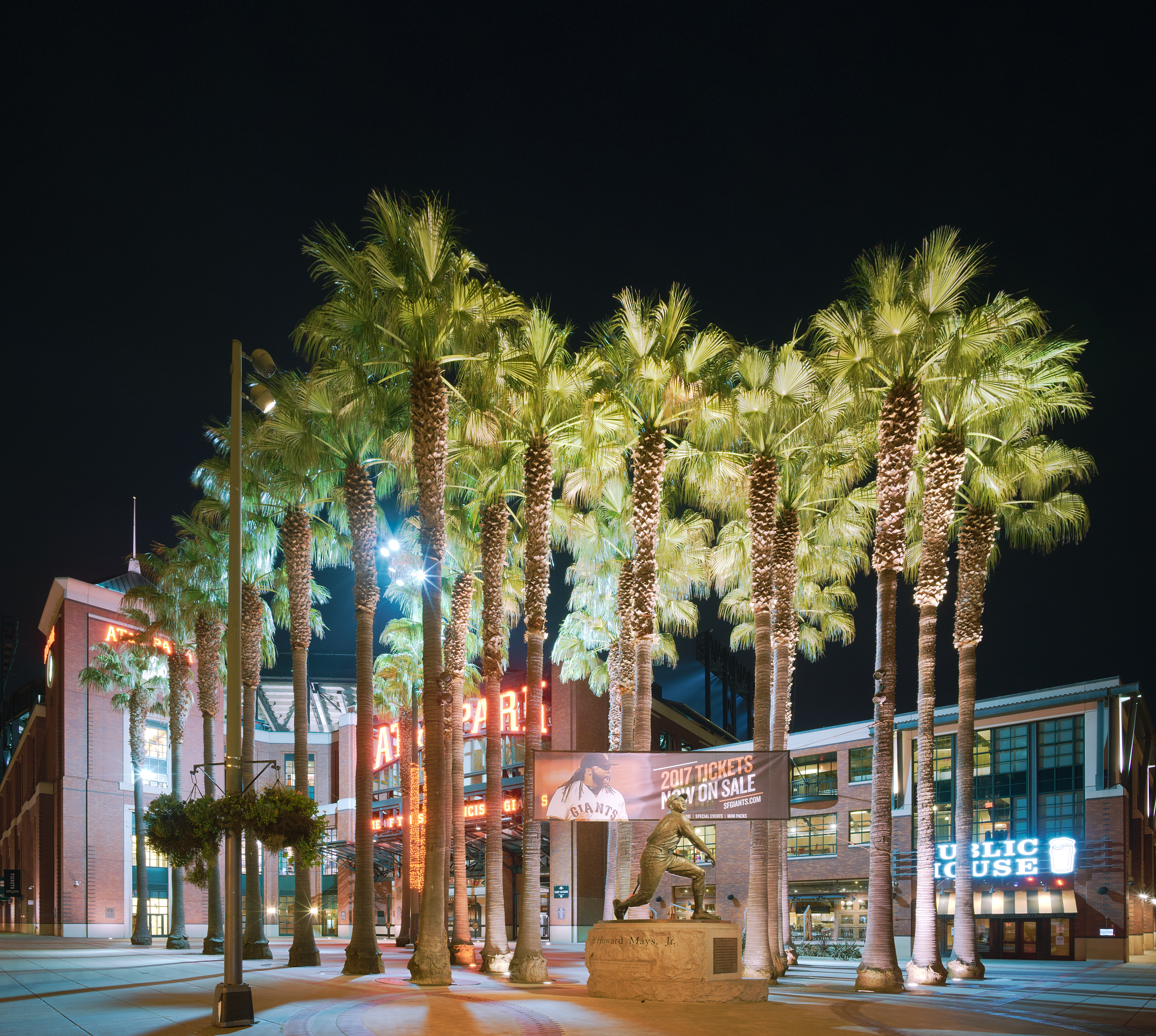
Der Haupteingang mit einer Statue von Willie Mays mit 24 Palmen für seine Trikotnummer 24
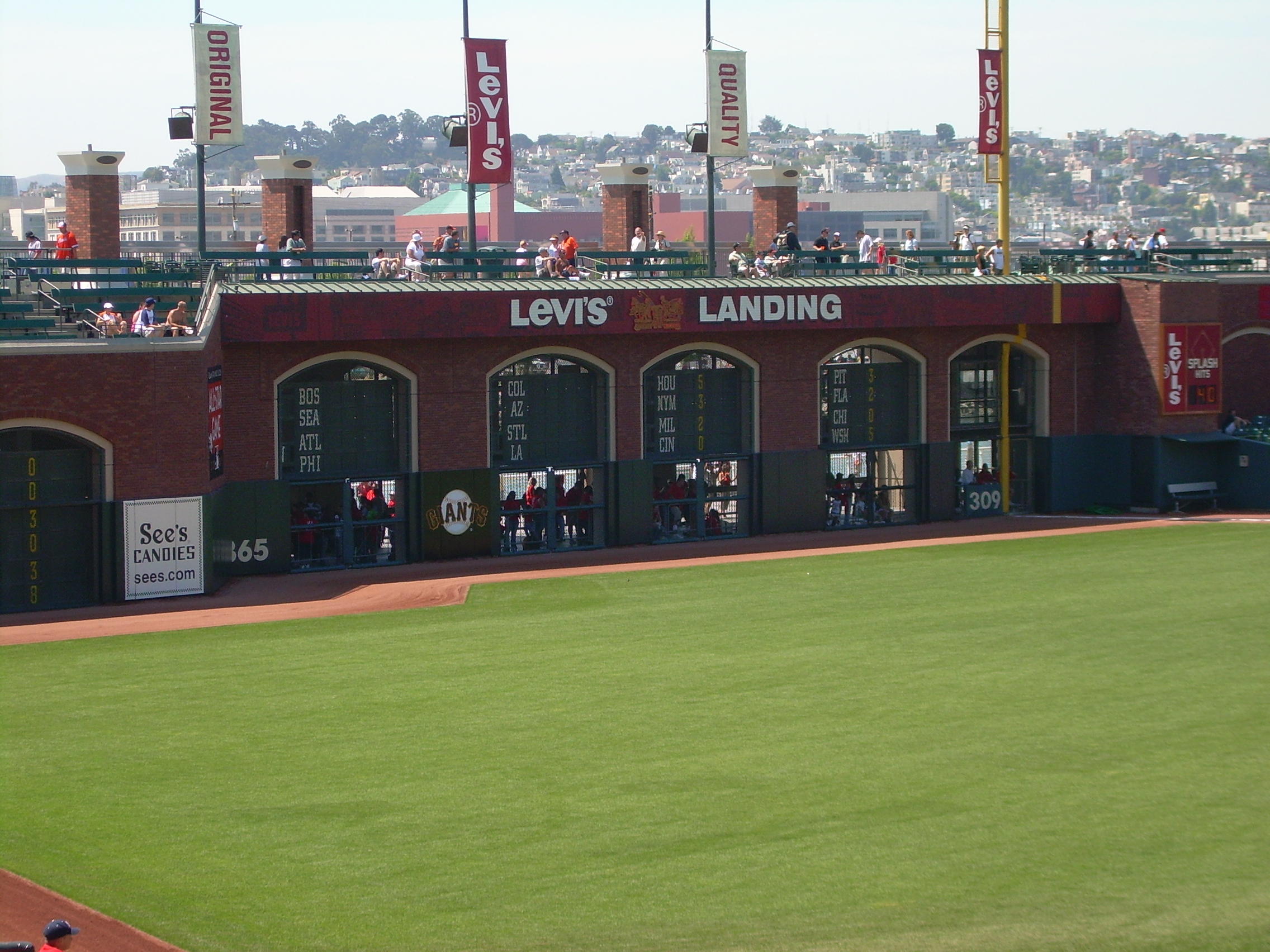
Die Mauer am Rightfield
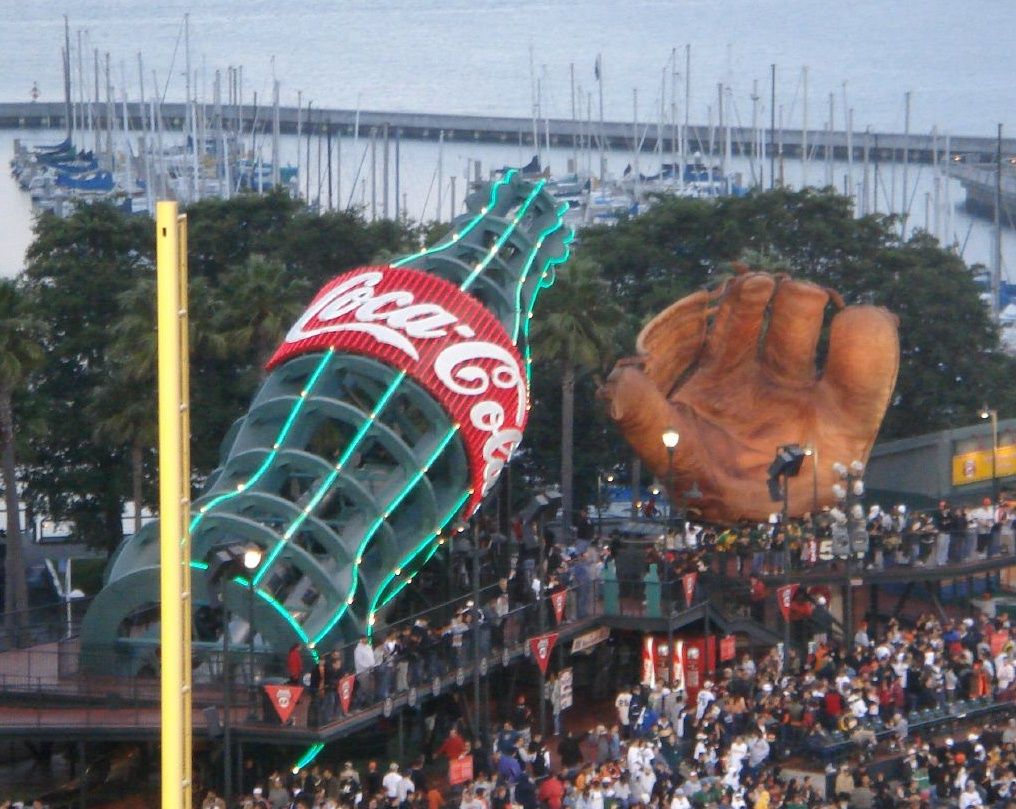
Coca-Cola-Flasche und Handschuh